# Wales zászlaja
Wales nemzeti zászlaja, a Vörös sárkány (Walesi Y Ddraig Goch), mely felül fehér, alul zöld, közepén egy vörös sárkány található. A sárkány alakja nincs egyezményesítve, többféle változata előfordul.

## Története

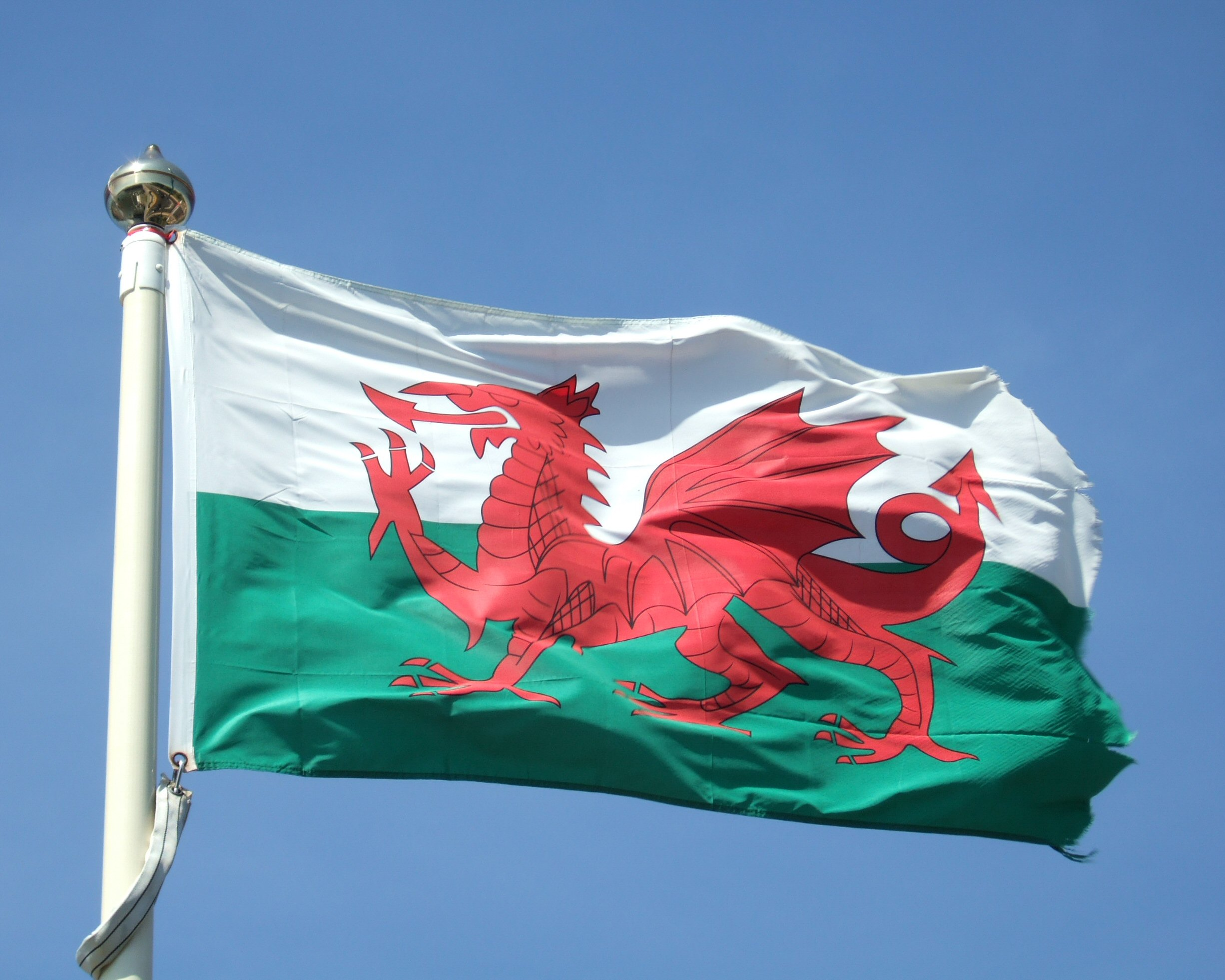
A walesi zászló a szélben

A zászló 1959-ben vált hivatalossá, de maga a vörös sárkány már évszázadok óta jelképezte Walest. A zászlót időnként a legrégebben használatos nemzeti zászlóként is emlegették, bár az eredete a történelem és a mítoszok homályába vész. Egy lehetséges történet szerint a rómaiak hozták be a szimbólumot, amikor elfoglalták Britanniát. A fehér és zöld sávok a Tudor-házat hivatottak szimbolizálni, azt a walesi származású uralkodóházat, mely 1485 és 1603 között uralkodott Angliában. Ez a két szín jelképezi még a póréhagymát is, ami szintúgy Wales egyik jelképe.
A walesi sárkány szimbólum legrégebbi ismert előfordulása 830-ból való, a Historia Brittonum-ból, mely Artúr király csatározásait mutatja be. Ez a mű párhuzamba vonható a walesi Cadwaladr királyról szóló költészettel.

## Használata
A walesi zászlót mindennap felhúzzák a cardiffi parlament épülete előtt és a londoni Whitehallon, a walesi irodánál.
A walesi zászló az egyetlen az egyesült királyságbeli országrészek közül, mely nem szerepel az Egyesült Királyság lobogójának (a Union Jacknek) alkotórészeként. Egyes vélemények szerint a Szent Dávid-zászló, azaz maga a kereszt, rajta van az Union Jacken, de ez vitatható: mivel Wales 1282-ben lett Angliához csatolva, és maga a Union Jack csak 1801-től létezik, nem lehetett a része, szemben a skót és angol egyesülési törvénnyel, amely miatt a skót kereszt részét képezheti az egyesült zászlónak.

## Érdekesség
Az egész világon csak Wales és Bhután zászlaján szerepel sárkány.
2007-ben George Hargreaves, a Walesi Keresztény Párt alapítója azért harcolt, hogy változtassák meg a walesi zászlót, cseréljék ki a Szent Dávid-zászlóra, mondván, a sárkány az ördög jelképe.

## Más Walesi zászlók

A walesi zászló egy másik változata.
Llywelyn zászlója.
A Szent Dávid-zászló, korábban ez szolgált Wales zászlajául.